# B-film
En B-film är en lågbudgetfilm och/eller en film som är dåligt gjord.
Ursprungligen var det en långfilm med låg budget avsedd att visas på biografer som en del av en dubbelföreställning. B-filmen var film nummer två i de dubbelföreställningar som i många år var vanliga i USA. Den första filmen var huvudattraktionen med större budget och etablerade skådespelare. B-filmerna gjordes också av stora filmbolag, men till en tjugondedel av kostnaden. Filmerna var ofta västernfilmer, science fiction-filmer, film noir eller rysare. Namnet fick de efter “78-varvare”, där det bara fanns plats för en låt på var sida och storsäljaren fanns på A-sidan.[källa behövs]
Bland lågbudgetfilmer räknar man normalt endast kommersiella spelfilmer som B-filmer. Varken pornografisk film, independentfilm, konstfilm eller amatörfilm brukar kategoriseras som B-film.

### Fotnoter
1. ↑  Svenska Akademiens ordböcker (SAOL, SO och SAOB) på Svenska.se: B-film
2. ↑  Clark, Randall (1995). ”The decline of the B and rise of the Exploitation film” (på engelska). At a theater or drive-in near you: the history, culture, and politics of the American exploitation film. Garland. sid. 31–32. Libris 5752747. ISBN 0-8153-1951-7. https://books.google.se/books?id=5Yts9jEMop0C&pg=PA31#v=onepage&q&f=false